# Máltaiak
Máltaiak (máltaiul: Maltin) egy arab eredetű népcsoport, melynek anyanyelve a sémi nyelvek közé tartozó máltai nyelv. A máltai néphez Gozo lakosai, a gozitánok (máltaiul: Għawdxin) is hozzátartoznak.

## Eredetük

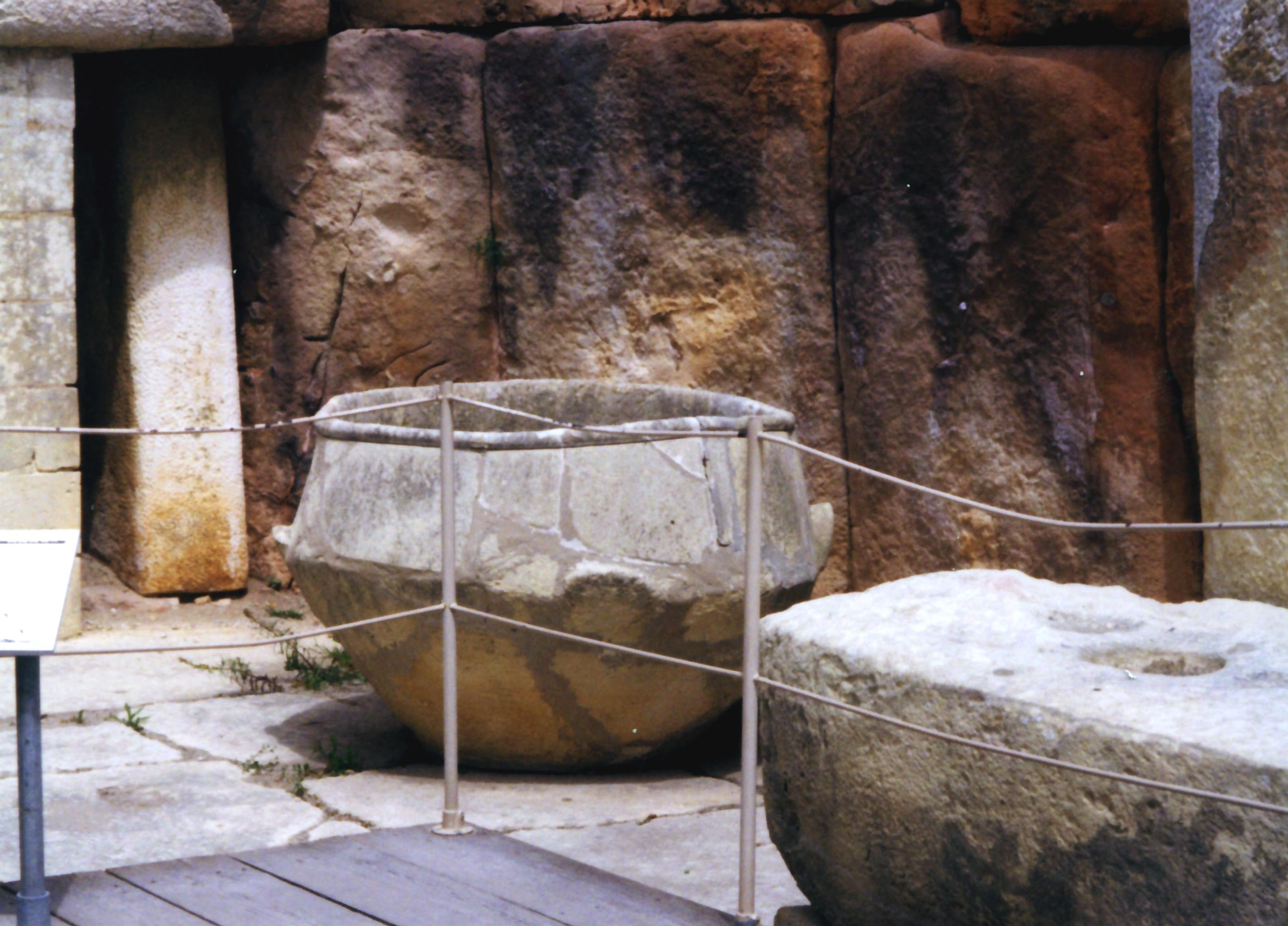
Tarxieni megalit templom

Málta mintegy 7200 éve lakott, az első telepesek Kr. e. 5200 körül érkeztek, Szicíliából. Az első sírok Kr. e. 4100 körüli időkből származnak, míg az első megalitikus templomok Kr. e. 3600 körül épültek. A templomépítések Kr. e. 2500-2300 körül véget értek, feltehetőleg a túlnépesedés miatt.
A föníciaiak Kr. e. 800-700 között gyarmatosították Máltát, amelyet kikötőként, átrakodóhelyként használtak.
Róma már az első pun háború során megtámadta Máltát, de akkor csak kifosztotta, így a karthágói uralom folytatódott. Róma csak Kr. e. 218-ban hódította meg Máltát és ekkor Sicilia provinciához csatolta.
Kr. u. 395-ben a Római Birodalom felosztásakor a Nyugatrómai Birodalomhoz került, ám egyházilag kelethez, Thesszaloniké patriarkátusához tartozott. A rómaiak uralmát vandál, majd osztrogót fennhatóság váltotta. 535-ben Flavius Belisarius keletrómai hadvezér elűzte az osztrogótokat a szigetekről és a keletrómai uralom alatt állt egészen 870-ig, mégis erről a korszakról keveset tudunk.
870-ben az észak-afrikai Aglabidák Szicíliával együtt meghódították a volt római várost, Melitát és átnevezték Medinára. Jelentős arab lakosság telepedett meg. Az arab uralom 1048-ban nagy veszélyben volt, amikor a bizánci támadás érte a szigeteket. A Fátamida emír (909-től a Fátamidák vették át az uralmat) felszabadította a keresztényeket, ettől fogva nem kellett különadót fizetniük, de azzal a feltétellel, ha részt vesznek a védekezésben, így a támadás meghiúsult. Az arab uralom névlegesen 1090-ben ért véget, amikor I. Roger Szicília grófja elfoglalta, de még mindig az arab igazgatták (lásd: Arabok Máltán). Végül 1127-ben II. Roger szicíliai király egy lázadást követően az arab igazgatást megszüntette. Az arab lakosság nem menekült el, a keresztények száma pedig növekedni kezdett. A muszlim arabok nagyobb része áttért a keresztény hitre, többi részüket kitelepítették a lázadókkal együtt.
A szigeteket 1530-ban a johannitáknak adományozta a német-római császár.

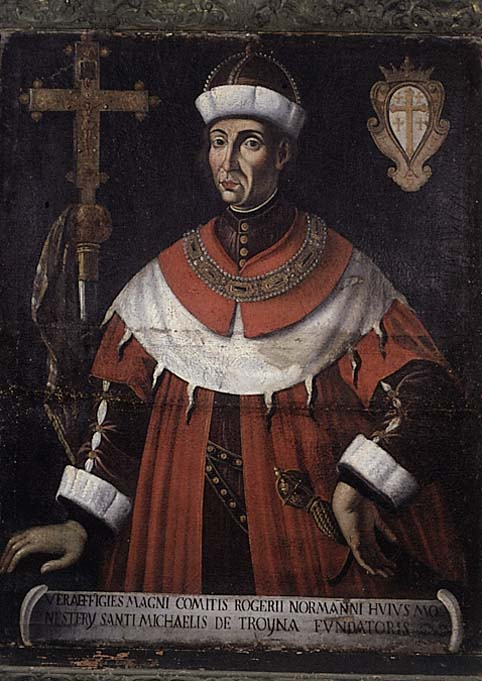
I. Roger

A törökök 1565-ben támadást indítottak a szigetek elfoglalására, ám a hadművelet nem járt sikerrel. A közel négy hónapig tartó ostromlás után a máltai lovagok és a szicíliai csapatok visszaverték őket.
Napóleon 1798-ban elfoglalta Máltát, ám két év múlva elhagyták. A franciák kiszorítása után a britek nem akarták elfoglalni és gyarmatukká tenni. 1814-ben a Párizsi béke szerint brit koronabirtok lett.
Az első világháborúból kimaradt, ám a második világháború alatt az olaszok el akarták foglalni, mivel stratégiai fontosságú helyen feküdt.
1964-ben független ország lett a Nemzetközösségen belül.
Málta 2004-ben csatlakozott az Európai Unióhoz és 2008-ban lett az eurózóna tagja.

## Máltai nyelv

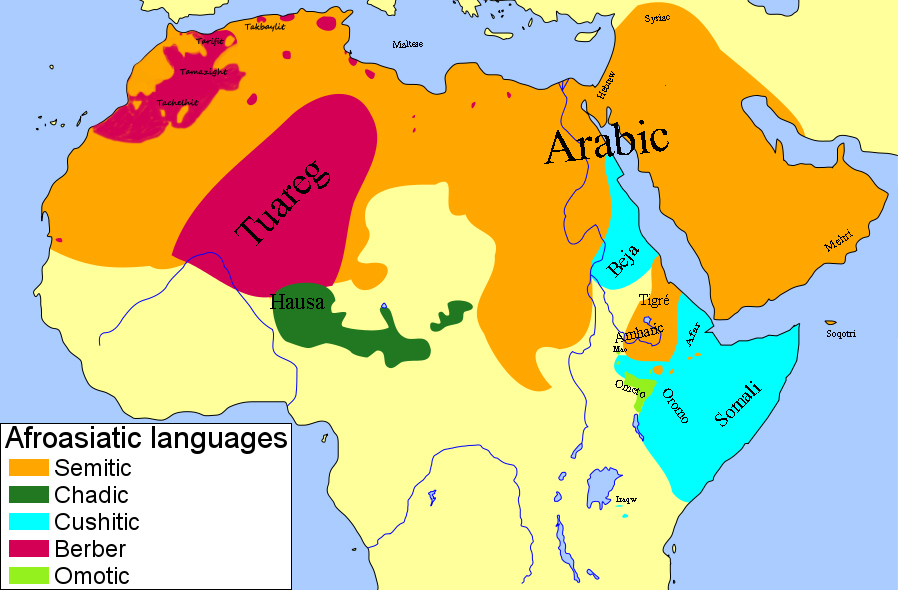
Sémi-hámi nyelvek elterjedése

A máltai nyelv az egyetlen sémi nyelv amelyet latin betűkkel írnak. Szoros rokonságban áll az arab nyelvvel. Az idők során rengeteg jövevényszó jött a különböző nyelvekből.

## Vallásuk
Az ország államvallása a katolikus, de a vallásszabadság biztosított.

## Máltaiak diaszpórája

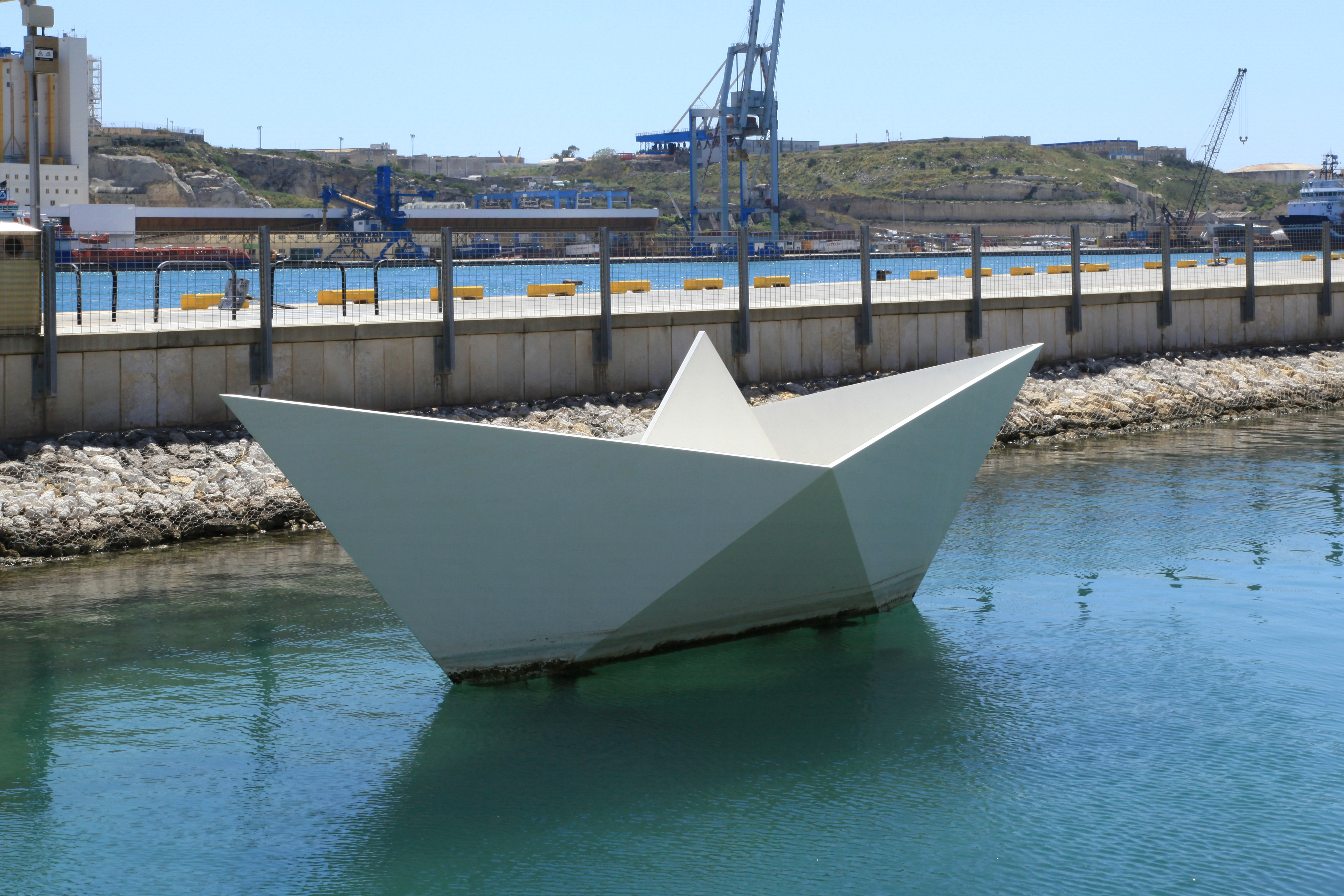
Gyermek kivándorlók emlékműve: Az emlékmű az 1950 és 1965 között Ausztráliába vándorolt 310 gyermeknek állít emléket

A 19. században a legtöbb máltai emigráns Észak-Afrikába és a Közel-Keletre vándorolt, de a visszatérők is sokan voltak. Tunéziában 1900-ban brit konzuli becslések szerint már 15 326 máltai lakott.
A 20. században egy kivándorlási hullám a második világháború után indult, mikor a születési ráta drasztikusan megnőtt. A 20. században a legtöbb emigráns az Újvilágba ment, különösen sokan az Egyesült Államokba és Ausztráliába. 1948 és 1967 között a teljes lakosság 30%-a hagyta el Máltát.

## Néhány ismert máltai
- Giovanni Attard (1570–1636) haditechnikai mérnök
- Juan Bautista Azopardo (1772-1848) privatér, haditengerészeti tiszt[8]
- Mario Philip Azzopardi (1950-) rendező
- Giuseppe Calì (1846-1930) festő
- Karmenu Psaila (1871-1961) pap, költő, Málta himnuszának az írója[9]